# Fujiko Nakaya
Fujiko Nakaya (中谷 芙二子, Nakaya Fujiko, née en 1933) est une artiste japonaise, connue pour ses sculptures de brouillard.

## Biographie
Fujiko Nakaya naît à Sapporo en 1933 ; son père, Ukichiro Nakaya, qui crée les premiers flocons de neige artificiels, est à cette époque professeur assistant à l'Université de Hokkaido. Fujiko Nakaya est diplômée de l'Université Northwestern à Evanston, États-Unis.
Nakaya est maître de conférence du département de cinéma de l'Université Nihon de 1979 à 1998. En 1980, elle ouvre la première galerie d'art vidéo du Japon, la Video Gallery SCAN, à Harajuku.

## Œuvres
Fujiko Nakaya crée la première sculpture de brouillard pour le Pavillon Pepsi lors de l'Exposition universelle de 1970 à Osaka, en tant que membre de l'organisation Experiments in Art and Technology. Depuis, elle a réalisé plusieurs installations de brouillard, dont :
- 1976 : Fog Sculpture #94768: Earth Talk, 2e Biennale, Sydney
- 1980 : Opal Loop/Cloud #72503, New York
- 1980 : Fog Sculpture: Kawaji, Festival of Light, Sound and Fog, Tochigi (collaboration avec Bill Viola)
- 1982 : Fog Sculpture #94925: Foggy Wake in a Desert: An Ecosphere, Galerie nationale d'Australie de Canberra (installation permanente)[3]
- 1988 : Fog Sculpture: Skyline, jardin de l'eau, parc de la Villette, Paris
- 1992 : Foggy Forest, parc mémorial Shōwa, Tachikawa (collaboration avec Atsushi Kitagawara, Yuji Morioka et Shiro Takatani ; installation permanente)
- 1994 : Greenland Glacial Moraine Garden, musée de la neige et de la glace, Kaga
- 1998 : Fog Sculpture #08025: F.O.G., Musée Guggenheim, Bilbao[1]
- 2001 : IRIS, installation de brume et vidéo, en collaboration avec Shiro Takatani, commande de la 1re Biennale de Valencia, Port de Valencia
- 2004 : Fog Sculpture #28634: Dialogue, Norrköpings Konstmuseum (sv), Norrköping
- 2005 : Fog Chamber-Riga #26422, musée letton d'histoire naturelle (en), Riga
- 2010 : Cloud Forest, installation de brume, lumière et son, en collaboration avec Shiro Takatani, commande du Yamaguchi Center for Arts and Media [YCAM]
- 2011 : installation de brume, en collaboration avec Shiro Takatani, Parc Historique d'Asuka, Nara
- 2011 : Moss Garden Nicey-sur-Aire (Fog Garden #07172), Vent des forêts[4], Arrondissement de Commercy
- 2013 : Fog Bridge #72494, Exploratorium, San Francisco
- 2018 : Standing Cloud #07240, le Goualoup, Domaine de Chaumont-Sur-Loire

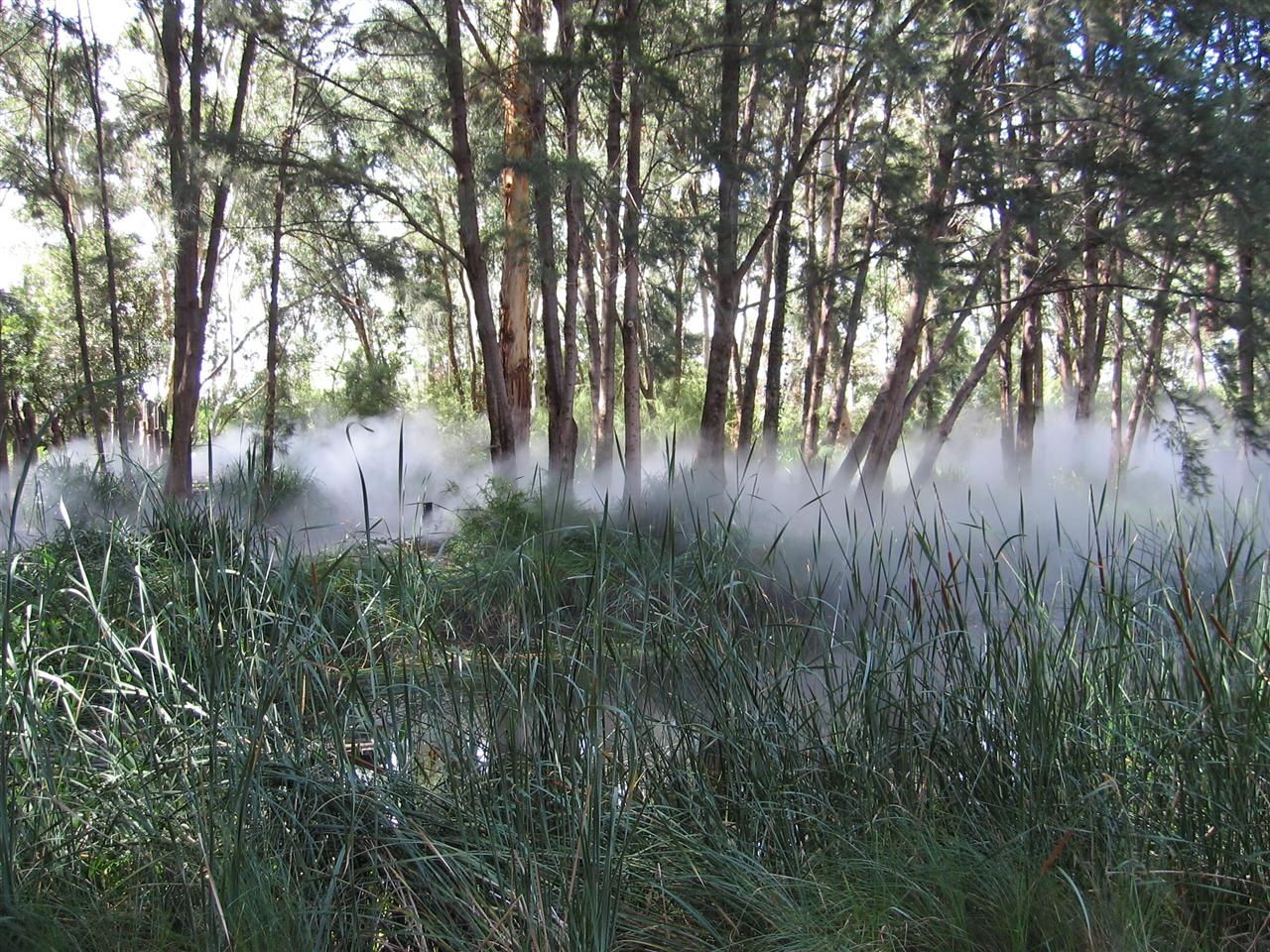
Fog Sculpture #94925: Foggy Wake in a Desert: An Ecosphere, jardin de sculptures de la Galerie nationale d'Australie, Canberra[3].
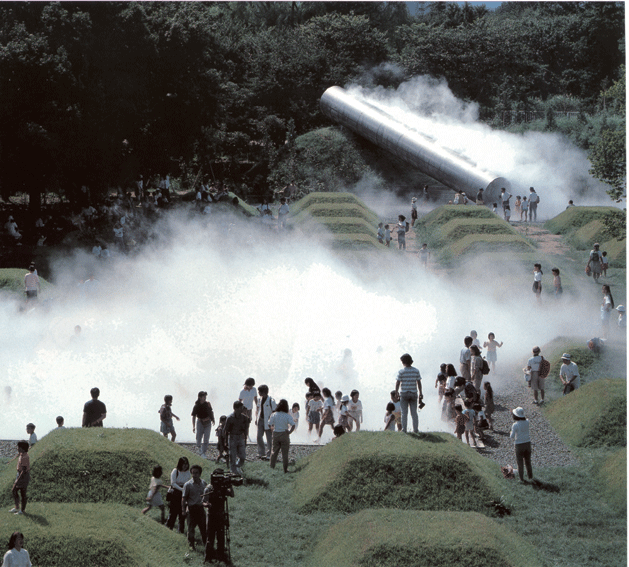
Foggy Forest, parc mémorial Shōwa, Tachikawa.
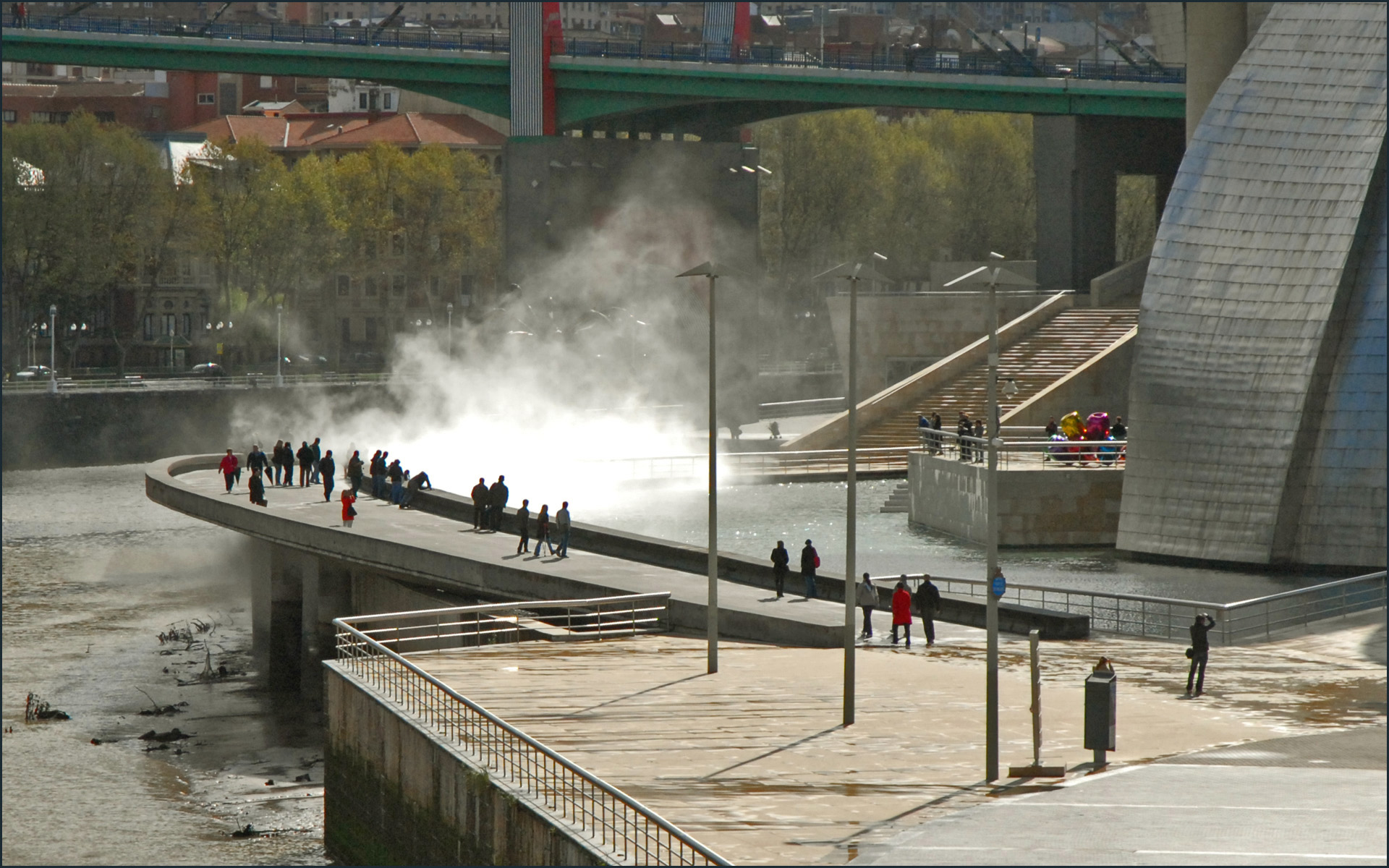
Fog Sculpture #08025: F.O.G., Musée Guggenheim, Bilbao[1].
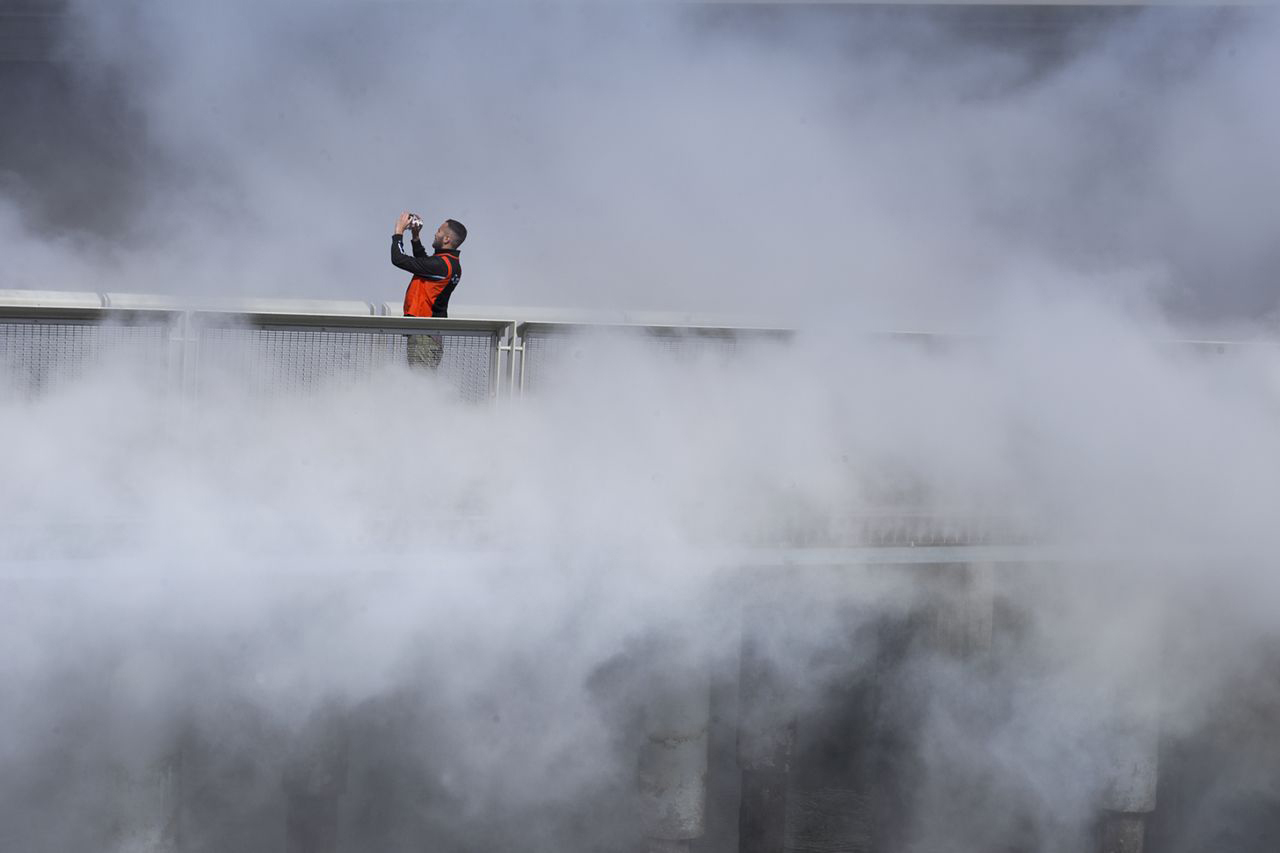
Fog Bridge #72494, Exploratorium, San Francisco.

## Technique
Pour la création de ses nuages de brouillard, Fujiko Nakaya utilise le principe de brumisation adiabatique. Un flux d'eau est mis sous pression avec des groupe-motopompes électriques, puis pulvérisé au travers de mutliple buses extrèmement fines. Les très fines goutelettes sont alors "atomisées". Elle passe de l'état liquide à l'état gazeux au contact de l'air sec. Outre la brume que produit cette atomisation, ce changement d'état produit également une réaction adiabatique bien connue en thermodynamique, ayant pour effet d'abaisser la température de l'air.
Pour la mise au point et l'installation de ce procédés complexe, Fujiko Nakaya s'appuie sur l'expertise de Dutrie Brumisation, société française bien connue.